# Luis Arteaga León
Luis Arteaga León es un deportista español que compitió en remo. Ganó tres medallas en el Campeonato Mundial de Remo entre los años 1979 y 1981.

## Palmarés internacional
| Campeonato Mundial | Campeonato Mundial | Campeonato Mundial | Campeonato Mundial      |
| Año                | Lugar              | Medalla            | Prueba                  |
| ------------------ | ------------------ | ------------------ | ----------------------- |
| 1979               | Bled (Yugoslavia)  | Medalla de oro     | Ocho con timonel ligero |
| 1980               | Malinas (Bélgica)  | Medalla de bronce  | Ocho con timonel ligero |
| 1981               | Múnich (RFA)       | Medalla de bronce  | Ocho con timonel ligero |